# چیچخاناوانک
چیچخاناوانک (ارمنی: Չիչխանի վանք یا ارمنی: Սև վանք؛ انگلیسی: Chichkhanavank) یک صومعه متعلق به کلیسای حواری ارمنی واقع در شهر شیراکاموت، استان لوری ارمنستان می‌باشد. ساخت و ساز این ساختمان در سده ۶ام میلادی؛ به پایان رسید. این بنا به سبک معماری ارمنی طراحی شده است.